# Break on Through (To the Other Side)
„Break On Through (To the Other Side)“ je skladba skupiny The Doors, jež poprvé vyšla na debutovém albu The Doors. Jako singl vyšla 1. ledna roku 1967 a je to vůbec první singl skupiny. Jen několik dní po jeho vydání následovalo vydání debutového alba. Skladba byla několikrát přezpívána, na albu Stoned Immaculate: The Music of The Doors věnované památce The Doors zazněla v podání Stone Temple Pilots.